# Terezín/Theresienstadt
Terezín/Theresienstadt är ett album från 2007 med Anne Sofie von Otter. Musiken på skivan komponerades i nazisternas koncentrationsläger Theresienstadt av offer för förintelsen: Ilse Weber, Karel Švenk, Adolf Strauss, Martin Roman, Hans Krása, Carlo Sigmund Taube, Viktor Ullmann, Pavel Haas och Erwin Schulhoff.

## Spårlista
Ilse Weber (1903–1944)
1. "Ich wandre durch Theresienstadt" – 2:38

Karel Švenk (1917–1945)
1. ”Pod deštnikem" – 3:10
2. "Všechno jde!" – 2:16

Ilse Weber
1. "Ade, Kamerad!" – 2:23
2. "Und der Regen rinnt" – 1:48

Adolf Strauss (1902–1944)
1. "Ich weiss bestimmt, ich eerd dich wiedersehn!" (text: Ludwig Hift) – 3:19

Anon. 
1. "Terezín-Lied" – 2:56

Martin Roman (1910–1996)
1. "Karussel: Wir reiten auf hölzernen Pferden" (text: Manfred Greiffenhagen) – 4:12

Ilse Weber
1. "Wiegala" – 2:35

Hans Krása (1899–1944): Three Songs (text: Arthur Rimbaud, övers: Vitězslav Nezval) – 5:07
1. "Čtyřverší" – 1:41
2. "Vzrušení" – 2:00
3. "Přátelé" – 1:26

Carlo Sigmund Taube (1897–1944)
1. "Ein jüdisches Kind" (text: Erika Taube) – 2:44

Viktor Ullmann (1898–1944)
1. "Beryozkele" (text: David Einhorn) – 5:22

Viktor Ullmann: Six Sonnets, op. 34 (text: Louize Labé) – 7:47
1. ”Clere Vénus” (Sonnet V) – 3:36
2. ”On voit mourir” (Sonnet VII) – 2:39
3. ”Je vis, je meurs” (Sonnet VIII) – 1:32

Pavel Haas: Four Songs on Chinese Poetry (övers: Bohumil Mathesius) – 13:24
1. "Zaslech jsem divoké husy"– 2:39
2. "V bambusovém haji" – 2:06
3. "Daleko měsic je domova" – 5:06
4. "Probděná noc" – 3:33

Ervin Schulhoff: Sonata för soloviolin – 12:00
1. I. Allegro con fuoco – 1:42
2. II. Andante cantabile – 5:31
3. III. Scherzo: Allegretto grazioso – 2:11
4. IV. Allegro risoluto – 2:36

## Inspelningsdata
Februari 2006 i Teldecs Studios Berlin (spår 1–3, 5, 6, 8, 9, 14–17)
Februari 2007 Bavaria-Musik-Studios, München (spår 4, 7, 10–13, 18–25)

## Medverkande
- Anne Sofie von Otter – mezzosopran (spår 1–3, 5, 6, 8, 9, 13–17)
- Bengt Forsberg – piano (spår 1–3, 5, 6, 8, 13–17)
- Christian Gerhaher – baryton (spår 4, 7, 10–12, 18–21)
- Daniel Hope – violin (spår 22–25)
- Gerold Huber – piano (spår 4, 7, 10–12, 18–21)
- Bebe Risenfors – dragspel, kontrabas, gitarr (spår 1–3, 5, 9)
- Ib Hausmann – klarinett (spår 10–13)
- Philip Dukes – viola (spår 10–12)
- Josephine Knight – cello (spår 10–12)

## Listplaceringar
| Lista (2007) | Topplacering |
| ------------ | ------------ |
| Sverige      | 56           |